# Maurya verticicarinalis
Maurya verticicarinalis är en insektsart som beskrevs av Yuan 1988. Maurya verticicarinalis ingår i släktet Maurya och familjen hornstritar. Inga underarter finns listade i Catalogue of Life.